# Stadtkind
Albums de Ellen Allien
Berlinette
(2003)
Stadtkind est le premier album d'Ellen Allien, sorti en 2001 sur son label BPitch Control.
Le titre de l'album signifie « enfant de la ville » en allemand. Cet album est effectivement un hommage à la ville de Berlin.

## Liste des morceaux
| 1.    | Send                  | 6:28 |
| 2.    | Fenstermusik          | 5:20 |
| 3.    | Tief in mir           | 5:05 |
| 4.    | Stadtkind             | 5:14 |
| 5.    | Shorty                | 3:40 |
| 6.    | Funkenflug der träume | 4:22 |
| 7.    | Salzsee               | 4:31 |
| 8.    | Licht                 | 5:03 |
| 9.    | Wolken ziehen         | 5:31 |
| 10.   | Trust and...          | 3:20 |
| 11.   | Data romance          | 4:02 |
| 52:36 |                       |      |